# Maman est folle
Cet article concerne le téléfilm. Pour la chanson, voir Simplement (album de William Sheller)#Chansons. Pour l'épisode de feuilleton, voir Liste des épisodes de Sous le soleil#Saison 14 (2008).
Ne doit pas être confondu avec Ma mère est folle.
Maman est folle est un téléfilm français réalisé en 2007 par Jean-Pierre Améris, une adaptation du roman À l'abri de rien d'Olivier Adam, qui était également coscénariste.

## Synopsis
Sylvie (Isabelle Carré) est une jeune mère au foyer de deux enfants – Antoine (Zacharie Chasseriaud) et Manon (Elisa Heusch) – dans le Nord de la France. Elle est mariée à Marc (Marc Citti) qui travaille comme conducteur de car scolaire. La journée, elle s'occupe habituellement des enfants mais ressent aussi une grande solitude, face à elle-même et sans activité sociale. Elle a parfois un comportement singulier et excentrique au regard de son entourage mais elle fait preuve d'une extrême sensibilité et aime ses enfants plus que tout au monde.
 (novembre 2016).
À l'issue d'une crevaison sur une route de campagne isolée au retour de l'école, elle fait la connaissance de Jallal (Nazmi Kirik), un réfugié kurde irakien clandestin, qui l'aide à changer sa roue. Le lendemain, elle le rencontre de nouveau fortuitement, ainsi que de nombreux autres clandestins, alors qu'ils se font soigner dans un dispensaire de fortune tenu par Isabelle (Christine Murillo), bénévole dans une association d'aide aux réfugiés. Elle demande à rejoindre l'association et va peu à peu devenir très proche d'Isabelle et des réfugiés. Elle en sera trop proche parfois, au point de délaisser sa famille au profit de ses nouvelles relations et au risque de mettre en danger ses propres enfants et son mari par son comportement irréfléchi mais empreint de générosité et de grandeur d'âme.
Elle réfléchit en effet d'abord avec son cœur et entrevoit peu les conséquences de ses actes. Ainsi entre-t-elle dans un monde qu'elle ne connaît pas et dans lequel sa générosité et sa sensibilité naturelles s'accordent mal avec la dureté et l'âpreté des vies faites d'exil et de clandestinité.
Elle soutiendra toutefois Jallal jusqu'au bout, jusqu'à sa tentative, une fois sa demande d'asile refusée, de traverser la Manche pour rejoindre l'Angleterre. Celle-ci échouera malheureusement tragiquement et Sylvie ressortira brisée de cette expérience douloureuse de l'injustice du monde. Ce n'est que grâce à l'amour indéfectible des siens qu'elle pourra retrouver l'apaisement.

## Fiche technique
- Réalisation : Jean-Pierre Améris
- Scénario : Jean-Pierre Améris et Olivier Adam, d'après son roman À l'abri de rien
- Musique : François Couturier
- Son : Daniel Banaszak
- Durée : 95 minutes
- Date de diffusion : 23 novembre 2007 sur France 3

## Distribution
- Isabelle Carré : Sylvie
- Marc Citti : Marc
- Nazmi Kirik : Jallal
- Christine Murillo : Isabelle
- Zacharie Chasseriaud : Antoine
- Elisa Heusch : Manon
- Christian Bouillette : Jean-Paul
- Philippe Duquesne : Bernard
- Murat Bozman : Aziz
- Abbas Baktiari : Bahram
- Ali Rahimy : Hakim

## Lieux de tournage
Le film a été tourné dans les départements
- du Pas-de-Calais à Calais
- du Nord à Villeneuve-d'Ascq : des scènes ont été filmées les 26 et 27 avril 2007 à l'école Saint-Henri place du Maréchal-Foch et dans les voies adjacentes du quartier du Sart[1].

## Récompenses
- Au Festival de la fiction TV de La Rochelle 2007[2] :
  - Grand prix du jury (Meilleur téléfilm unitaire de prime time)
  - Meilleure interprétation féminine pour Isabelle Carré
  - Meilleur scénario pour Jean-Pierre Améris et Olivier Adam
  - Coup de cœur de la meilleure fiction - Prix du jury jeunes - Conseil général de la Charente Maritime
- Au Festival de la fiction TV de La Rochelle 2008 (pour les 10 ans du festival)[3] :
  - Prix du public de la meilleure comédienne des palmarès du Festival, décerné par Télé 7 Jours pour Isabelle Carré